# Maria Nyberg
Anna Maria Nyberg, född 10 januari 1969 i Karlskoga, är en svensk vänsterpartistisk politiker. Nyberg är oppositionsråd i Karlskoga kommun.